# Liste der Kirchengebäude auf den Färöern
Auf den Färöer-Inseln befinden sich gegenwärtig etwa 70 Kirchen und Gotteshäuser, die in der folgenden Liste der Kirchengebäude auf den Färöern erfasst wurden.
Die Standorte der Kirchen wurden, soweit dies bereits möglich war, bestimmt.
Zur Erleichterung der Orientierung wurden die Namen der Inseln und der Verwaltungsregionen zu jedem Ort hinzugefügt, Einwohnerzahlen und eine Angabe des Siedlungsbeginns ermöglichen eine Einschätzung über das Alter der Kirchgemeinde.

Eine separate Galerie zeigt Briefmarkenmotive und historische Ansichten der Ruine der Kathedralkirche.
Die Sortierung erfolgt alphabetisch nach Ortsnamen.
| Name              | Einwohner | Kommune          | Insel    | Name der Kirche (Lage)            | Gründungsjahr des Ortes, erste Erwähnung | Bild |
| ----------------- | --------- | ---------------- | -------- | --------------------------------- | ---------------------------------------- | ---- |
| Argir             | 1.907     | Kommune Tórshavn | Streymoy | Kirche                            | 1630                                     |      |
| Árnafjørður       | 53        | Klaksvík         | Borðoy   | Kirche                            | 1200 (Landnahme)                         |      |
| Bøur              | 71        | Sørvágur         | Vágar    | Kirche                            | 1200 (Landnahme)                         |      |
| Dalur             | 49        | Húsavík          | Sandoy   | Kirche                            | 1404                                     |      |
| Eiði              | 650       | Eiði             | Eysturoy | Kirche                            | 1350 (erste Hälfte 14. Jahrhundert)      |      |
| Elduvík           | 30        | Elduvík          | Eysturoy | Kirche                            | 1350–1400                                |      |
| Fámjin            | 113       | Fámjin           | Suðuroy  | Kirche                            | 1350–1400                                |      |
| Fuglafjørður      | 1.558     | Fuglafjørður     | Eysturoy | Kirche                            | 1200 (Landnahme)                         |      |
| Funningsfjørður   | 64        | Elduvík          | Eysturoy | Kirche                            | 1200 (Landnahme)                         |      |
| Funningur         | 75        | Funningur        | Eysturoy | Kirche                            | 1584                                     |      |
| Gjógv             | 49        | Gjógv            | Eysturoy | Kirche                            | 1584 (älter)                             |      |
| Glyvrar           | 407       | Runavík          | Eysturoy | Kirche                            | 1584                                     |      |
| Gøtugjógv         | 51        | Gøtu Kommuna     | Eysturoy | Gøtu Kirkja (Lage)                | 1584                                     |      |
| Haldórsvík        | 157       | Haldórsvík       | Streymoy | Kirche                            | 1584                                     |      |
| Hestur            | 34        | Hestur           | Hestur   | Kirche                            | 1584                                     |      |
| Hósvík            | 309       | Hósvík           | Streymoy | Kirche                            | 1584                                     |      |
| Hov               | 125       | Hov              | Suðuroy  | Kirche                            | 1000 (Färingersaga)                      |      |
| Húsar             | 52        | Húsar            | Kalsoy   | Kirche                            | 1350–1400                                |      |
| Húsavík           | 77        | Húsavík          | Sandoy   | Kirche                            | 1350–1400                                |      |
| Hvalba            | 653       | Hvalba           | Suðuroy  | Kirche                            | 1200 (Landnahme)                         |      |
| Hvalvík           | 215       | Hvalvík          | Streymoy | Kirche                            | 1350–1400                                |      |
| Hvannasund        | 270       | Hvannasund       | Viðoy    | Kirche                            | 1584                                     |      |
| Kaldbak           | 219       | Kommune Tórshavn | Streymoy | Kirche                            | 1584                                     |      |
| Kirkja            | 28        | Fugloy           | Fugloy   | Kirche                            | 1350–1400                                |      |
| Kirkjubøur        | 75        | Kommune Tórshavn | Streymoy | Ruine Magnusdom (Lage)            | 1200 (Landnahme)                         |      |
| Kirkjubøur        | 75        | Kommune Tórshavn | Streymoy | Olavskirche (Lage)                | 1200 (Landnahme)                         |      |
| Klaksvík          | 4.666     | Klaksvík         | Borðoy   | Christianskirkjan (Lage)          | 1584                                     |      |
| Klaksvík          | 4.666     | Klaksvík         | Borðoy   | Kirche (2)                        | 1584                                     |      |
| Kollafjørður      | 817       | Kommune Tórshavn | Streymoy | Kirche                            | 1350–1400                                |      |
| Kunoy             | 80        | Kunoy            | Kunoy    | Kirche                            | 1350–1400                                |      |
| Kvívík            | 397       | Kvívík           | Streymoy | Kirche                            | 0900 (archäologische Funde)              |      |
| Leirvík           | 873       | Leirvík          | Eysturoy | Kirche                            | 1350–1400                                |      |
| Miðvágur          | 1.046     | Miðvágur         | Vágar    | Kirche                            | 1350–1400                                |      |
| Mikladalur        | 41        | Mikladalur       | Kalsoy   | Kirche                            | 1350–1400                                |      |
| Mykines           | 19        | Sørvágur         | Mykines  | Kirche                            | 1400 (ca.)                               |      |
| Nes               | 264       | Nes              | Eysturoy | Fríðrikskirkjan (Lage)            | 1350–1400                                |      |
| Nólsoy            | 252       | Kommune Tórshavn | Nólsoy   | Kirche                            | 1400 (ca.)                               |      |
| Norðragøta (Gøta) | 567       | Gøtu Kommuna     | Eysturoy | Gøtu Kirkja                       | 1000 (Färingersaga)                      |      |
| Norðskáli         | 275       | Sunda kommuna    | Eysturoy | Kirche                            | 1584                                     |      |
| Øravík            | 40        | Tvøroyri         | Suðuroy  | Kirche                            | 1350–1400                                |      |
| Oyndarfjørður     | 161       | Oyndarfjørður    | Eysturoy | Kirche                            | 1200 (Landnahme)                         |      |
| Porkeri           | 333       | Porkeri          | Suðuroy  | Kirche                            | 1350–1400                                |      |
| Rituvík           | 268       | Runavík          | Eysturoy | Kirche                            | 1873                                     |      |
| Saksun            | 25        | Saksun           | Streymoy | Kirche                            | 1400 (ca.)                               |      |
| Sandavágur        | 797       | Sandavágur       | Vágar    | Kirche                            | 1200 (Landnahme)                         |      |
| Sandur            | 586       | Sandur           | Sandoy   | Sands Kirkja (Lage)               | 0900 (archäologische Funde)              |      |
| Sandvík           | 112       | Hvalba           | Suðuroy  | Kirche                            | 1000 (Färingersaga)                      |      |
| Selatrað          | 58        | Sjóvar kommuna   | Eysturoy | Kirche                            | 1350–1400                                |      |
| Skælingur         | 11        | Kvívík           | Streymoy | Kirche                            | 1584                                     |      |
| Skálavík          | 183       | Skálavík         | Sandoy   | Kirche                            | 1350–1400                                |      |
| Skáli             | 657       | Skáli            | Eysturoy | Kirche                            | 1400 (ca.)                               |      |
| Skopun            | 507       | Skopun           | Sandoy   | Kirche                            | 1833                                     |      |
| Skúvoy            | 50        | Skúvoy           | Skúvoy   | Kirche                            | 1000 (Färingersaga)                      |      |
| Sørvágur          | 966       | Sørvágur         | Vágar    | Kirche                            | 1350–1400                                |      |
| Strendur          | 812       | Sjóvar kommuna   | Eysturoy | Kirche                            | 1400 (ca.)                               |      |
| Streymnes         | 184       | Hvalvík          | Streymoy | Kirche                            | 1584                                     |      |
| Sumba             | 250       | Sumba            | Suðuroy  | Kirche                            | 1200 (Landnahme)                         |      |
| Svínoy            | 52        | Svínoy           | Svínoy   | Kirche                            | 1000 (Färingersaga)                      |      |
| Tjørnuvík         | 72        | Haldórsvík       | Streymoy | Kirche                            | 0900 (archäologische Funde)              |      |
| Tórshavn, Zentrum | 12.393    | Kommune Tórshavn | Streymoy | Tórshavner Domkirche (Lage)       | 1000 (Färingersaga)                      |      |
| Tórshavn, Zentrum | 12.393    | Kommune Tórshavn | Streymoy | Maria-Kirken (römisch-katholisch) | 1000 (Färingersaga)                      |      |
| Tórshavn, Zentrum | 12.393    | Kommune Tórshavn | Streymoy | Vesturkirkjan (Lage)              | 1000 (Färingersaga)                      |      |
| Tvøroyri          | 1.179     | Tvøroyri         | Suðuroy  | Kirche                            | 1836                                     |      |
| Vágur             | 1.402     | Vágur            | Suðuroy  | Kirche                            | 1350–1400                                |      |
| Vestmanna         | 1.234     | Vestmanna        | Streymoy | Kirche                            | 1400 (ca.)                               |      |
| Viðareiði         | 339       | Viðareiði        | Viðoy    | Kirche                            | 1350–1400                                |      |

## Historische Ansichten

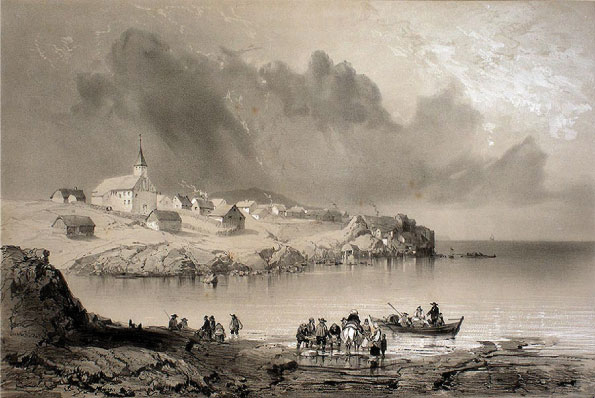
Tórshavn mit der Hafenkirche (um 1839)
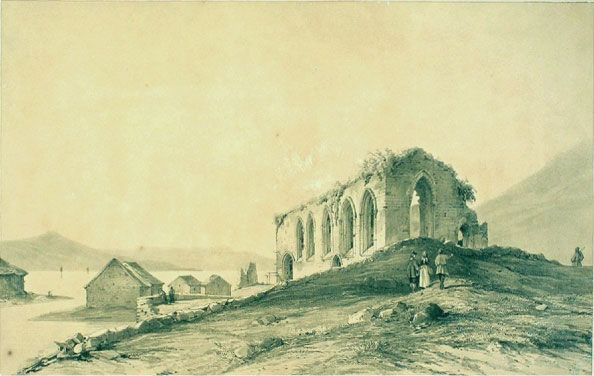
Ruine der Kathedralkirche in Kirkjubour (um 1839)
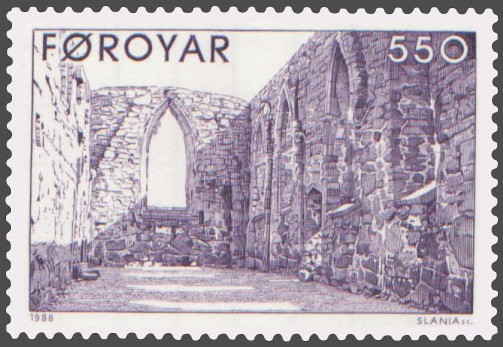
Ansicht der Kathedralkirche in Kirkjubour
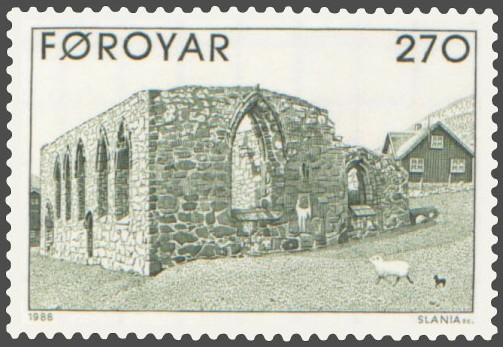
Kirkjubour, Details